# Homomorfism
În algebră, printr-un homomorfism este o aplicație care conservă structura între două structuri algebrice de același tip (așa cum ar fi două grupuri, două inele sau două spații vectoriale). Cuvântul homomorfism provine din limba greacă veche - ὁμός (homos), care înseamnă „același” și - μορφή (morfon) care înseamnă „formă”. Totuși, cuvântul a fost aparent introdus în matematică din cauza unei (greșite) traduceri a cuvântului german germană ähnlich cu sensul de similar comparativ cu ὁμός, care semnifică același.
Termenul folosit astăzi, homomorfism, a fost prima dată menționat în 1892, fiind atribuit matematicianului german Felix Klein (1849–1925).
Homomorfismele spațiilor vectoriale sunt numite și transformări liniare, iar studiul lor este subiectul algebrei liniare.
Conceptul de homomorfism a fost generalizat, sub denumirea de morfism, la multe alte structuri, care fie nu au o mulțime subiacentă, fie nu sunt algebrice. Această generalizare este punctul de plecare al teoriei categoriilor.
Un homomorfism poate fi, de asemenea, un izomorfism, un endomorfism, un automorfism, șamd, ... (vezi mai jos). Fiecare dintre acestea poate fi definit într-un mod care poate fi generalizat la orice clasă de morfisme.

## Definiție
Un homomorfism este o aplicație matematică între două structuri algebrice de același tip, care conservă operația matematică a structurilor.
Ceea ce se poate scrie formal {\displaystyle f:A\to B} între două mulțimi {\displaystyle A}, {\displaystyle B}, care au aceeasși structură astfel încât, dacă  {\displaystyle \cdot } este operația structurii (presupusă aici, pentru simplitate, a fi o operație binară), atunci
{\displaystyle f(x\cdot y)=f(x)\cdot f(y)}
pentru orice pereche {\displaystyle x}, {\displaystyle y} de elemente ale mulțimii {\displaystyle A}.<ref group="note">
Așa cum este adesea cazul, dar nu întotdeauna, același simbol pentru funcționarea ambelor {\displaystyle A} și {\displaystyle B} a fost folosit aici. Se poate spune că {\displaystyle f} menține operația sau este compatibilă cu operația.
Astfel, formal, o aplicație de tipul {\displaystyle f:A\to B} menține o operație matematică {\displaystyle \mu } de aritate k, definită atât de {\displaystyle A} cât și de {\displaystyle B} dacă
{\displaystyle f(\mu _{A}(a_{1},\ldots ,a_{k}))=\mu _{B}(f(a_{1}),\ldots ,f(a_{k})),}
pentru toate elementele {\displaystyle a_{1},...,a_{k}} din {\displaystyle A}.
Operațiile care trebuiesc a fi menținute de un homomorfism includ cele nulare, adică constantele. În special, atunci când un element de identitate este cerut de un anumit tip de structură, elementul de identitate al primei structuri trebuie mapat la elementul de identitate corespunzător al celei de-a doua structuri.